# Гнев (фильм, 2004)
«Гнев» (англ. Man on Fire) — фильм 2004 года режиссёра Тони Скотта в жанре криминальной драмы и триллера, основанный на романе А. Дж. Квиннела «До белого каления».
Роман ранее уже был экранизирован в фильме 1987 года «Смерть телохранителя» (режиссёр и сценарист Эли Шураки).

## Сюжет
Действие фильма происходит в Мексике в 2003 году. Крупный предприниматель Самуэль Рамос (Марк Энтони) опасается за свою 9-летнюю дочь Питу (Дакота Фэннинг). Для защиты он нанимает бывшего офицера разведки сил морской пехоты США, впоследствии бойца SOG ЦРУ Джона Кризи (Дензел Вашингтон) в качестве телохранителя. Джон берётся за работу, но сам он находится в тяжёлом эмоциональном кризисе и подумывает о самоубийстве. Знакомство с девочкой, которое перерастает в тёплую дружбу, вновь пробуждает у него интерес к жизни.
После урока музыки на Питу организовано разбойное нападение с целью похищения. Джон дал бой преступникам и застрелил четверых, но сам был ранен. Преступники забрали девочку с собой. К родителям девочки обращаются с требованием выкупа в $10 млн. Однако при передаче выкупа что-то пошло не так, и началась перестрелка, итогом чего стал срыв сделки. Похититель сообщает родителям Питы, что девочку убили. При помощи своего друга Пола Рейборна (Кристофер Уокен) бывший телохранитель бежит из госпиталя ещё до полного выздоровления. Джон клянётся матери Питы — Лизе Рамос (Рада Митчелл), что отомстит и убьёт всех, кто имел отношение к похищению.
Сначала Джон выходит на исполнителей похищения. Под пытками исполнитель выдаёт организатора. Переходя по цепочке всё выше, Джон выясняет, что похищение организовал отец девочки. $10 млн выкупа не принадлежали ему, но Самуэль собирался провернуть аферу, в результате которой ему должна была достаться половина суммы. При передаче денег был убит родственник одного из похитителей, и планы были расстроены. Джон рекомендует Самуэлю покончить жизнь самоубийством, что тот и делает.
Доводя свой план мести до конца, Джон выходит на двоих непосредственных руководителей операции похищения — братьев Даниеля и Ауэрелио Санчес. Джон выходит сначала на Аурелио, а через него на Даниеля, который сообщает, что на самом деле девочка жива. Он готов обменять девочку на Джона и своего брата. Тяжело раненый Джон из последних сил проводит обмен и возвращает Питу её матери. Затем он сдаётся в руки преступников и умирает, пока его перевозят в машине.
Заключительная сцена — убийство Даниеля Санчеса представителем силовых структур Мехико Мигелем Манзано (Джанкарло Джаннини) в ходе ареста.

## В ролях
| Актёр              | Роль                       |
| ------------------ | -------------------------- |
| Дензел Вашингтон   | Джон Кризи                 |
| Дакота Фэннинг     | Лупита "Пита" Мартин Рамос |
| Марк Энтони        | Самуэль Рамос              |
| Рада Митчелл       | Лиза Мартин Рамос          |
| Кристофер Уокен    | Пол Рейбёрн                |
| Джанкарло Джаннини | Мигель Манзано             |
| Рэйчел Тикотин     | Марианна Гарсия Герреро    |
| Хесус Очоа         | Виктор Фуэнтес             |
| Микки Рурк         | Джордан Калфус             |
| Анхелина Пелаэс    | сестра Анна                |
| Джеро Камило       | Аурелио Росас Санчес       |
| Марио Сарагоса     | Хорхе Мартинес             |

## Отзывы
Фильм получил в большей степени посредственные отзывы кинокритиков. На Rotten Tomatoes из 167 рецензий 38 % положительные, средний балл составляет 5,3 балла. На Metacritic 47 баллов из 100 на основании 36 рецензий. Зрители приняли фильм лучше: на сайтах КиноПоиск и IMDB рейтинги выше среднестатистических (7,7 и 7,9 баллов соответственно).

## Будущее
В марте 2023 года стало известно, что Netflix готовит восьмисерийную адаптацию фильма о Джоне Кризи. Сериал снимут по первым двум книгам серии. Сценаристом и исполнительным продюсером выступит Кайл Киллен.

## Комментарии
1. ↑  Русскоязычное название дано по публикации романа в переводе М. М. Гурвица[2]. В оригинале названия романа и фильма совпадают.